# 449 (tal)
449 är det naturliga talet som följer 448 och som följs av 450.

## Inom vetenskapen
- 449 Hamburga, en asteroid.

## Inom matematiken
- 449 är ett udda tal.
- 449 är ett primtal.[1]
- 449 är summan av fem primtal (79 + 83 + 89 + 97 + 101).[1]
- 449 är ett Prothtal